# René Marcille
René Marcille est un homme politique français né à Rennes le 25 juillet 1873 (Ille-et-Vilaine) et mort dans la même ville le 10 janvier 1955.

## Biographie
Ancien élève du lycée Saint-Vincent de Rennes, René Marcille poursuit des études de droit et devient docteur. Il est avocat à Rennes en 1895. Il est l'avocat des congrégations religieuses, ce qui génère beaucoup d'activité au moment de la séparation des Églises et de l’État.
Il est député d'Ille-et-Vilaine de 1924 à 1928, inscrit au groupe de l'Union républicaine démocratique. Il intervient beaucoup sur les questions juridiques.

## Hommage

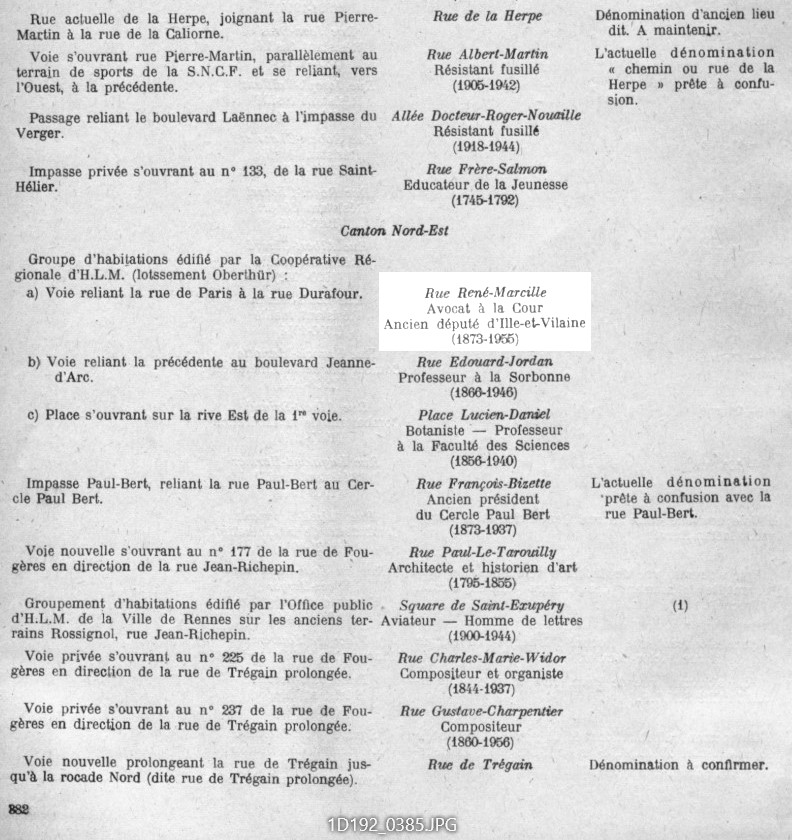
Nom de la rue par délibération du conseil municipal de 1957

Une rue de Rennes porte son nom, cette voie fut dénommée par délibération du conseil municipal de la Ville de Rennes le 16 octobre 1957.